# Basidiobolaceae
Sous-règne
Division
Sous-division
Classe
Ordre
Famille
Les Basidiobolaceae sont une famille de champignons, qui sont considérés depuis 2018 comme les seuls représentants du sous-règne des Basidiobolomyceta.
La famille faisait classiquement partie des Zygomycètes.

## Liste des genres
Selon BioLib (19 juin 2020) :
- genre Basidiobolus Eidam
- genre Schizangiella J. Dwyer, B. Burwell, Humber, C. Mcleod, M. Fleetwood & T. Johnson bis